# Sân bay Jolo
Sân bay Jolo (IATA: JOL, ICAO: RPMJ) là một sân bay phục vụ khu vực Jolo, tỉnh Sulu ở Philippines. Đây là sân bay duy nhất ở tỉnh Sulu. Sân bay được xếp hạng sân bay thương mại nhỏ theo Cục giao thông hàng không Philippines. 

## Các hãng hàng không

### Các hãng hiện tại
Hiện có các hãng sau đang hoạt động tại đây:
- South East Asian Airlines (Zamboanga)

### Các hãng trước đây
- Asian Spirit
- Philippine Airlines

## Tương lai
Dự án đầu tư 3 triệu USD mở rộng sân bay này do Mỹ cung cấp tài chính sẽ dùng để kéo dài đường băng lên 2000 m đề phục vụ máy bay lớn hơn.